# Johannes May (Mediziner)
Johannes May (* um 1440 in Schwabach; † ca. 1482) war ein deutscher Mediziner, Leibarzt und Hochschullehrer.

## Leben und Wirken
Johannes May studierte ab 1457 die „Artes Liberales“ an der Universität Wien. Sein Studium setzte er um 1460 an der Universität Pavia fort und widmete sich dort dem Medizinstudium. Seine Promotion im Fach Medizin (mit Schwerpunkt Chirurgie) erfolgte 1468 an der Universität Ferrara. Bereits 1466 wurde May als Leibarzt an den Hof des württembergischen Grafen Ulrichs V. nach Stuttgart bestellt. Im Jahre 1477 ernannte ihn Graf Eberhard im Bart an die von ihm in diesem Jahr neu gegründete Universität Tübingen als „utriusque medicinae ordinarius“ berufen. Er gehörte damit zu den ersten Professoren dieser Universität.
Neben seiner Professur blieb May weiterhin Leibarzt am Hof in Stuttgart, außerdem besaß er in Tübingen eine Apotheke. Eine lange Wirkungszeit war May nicht beschieden. Ab 1482 sind keine weiteren Informationen über ihn bekannt.
Von May ist nur eine Schrift bekannt. Unter dem Titel „De thermis oppidi Calw“ behandelte er um 1470 aus verschiedenen medizinischen Gesichtspunkten eine in der württembergischen Stadt Calw vorhandenen Thermalquelle.